# Évangile du jour
Ne doit pas être confondu avec L'Évangile du jour.
L'Évangile du jour est un extrait des évangiles proposé chaque jour par l'Église catholique romaine suivant le découpage de l'année autour de Pâques. « L'Évangile du jour » fait référence à l'extrait de l'Évangile lu par le prêtre durant la première partie de la messe (messe des catéchumènes).
L'Église catholique associe à chaque jour un ou plusieurs passages de l'Évangile, afin de retracer sur un an la vie du Christ, ou en référence à une fête. Tout comme il existe, au sein de l'Église catholique, plusieurs rites liturgiques, il existe de même plusieurs calendriers liturgiques.
Sur le site de l'AELF (Association épiscopale liturgique pour les pays francophones), l'Église catholique propose les lectures du jour issues de la Traduction liturgique de la Bible :
Les jours de la semaine :
- Première lecture (issue de l'Ancien Testament ou des épîtres) ;
- Psaume ;
- Évangile du jour.

Le dimanche :
- Première lecture (issue de l'Ancien Testament)
- Psaume ;
- Deuxième lecture ;
- Évangile du jour.